# The Well-Tempered Synthesizer
The Well-Tempered Synthesizer è un album in studio della compositrice statunitense Wendy Carlos (allora Walter Carlos), pubblicato nel 1969.
Così come il precedente Switched-On Bach, anche The Well-Tempered Synthesizer contiene noti brani di musica classica suonati interamente con il sintetizzatore moog, incluso l'intero Concerto brandeburghese n. 4 di Bach.

## Tracce
Tutti i brani sono stati arrangiati da Walter Carlos.

### Lato A
1. Stereo Test Tone – 0:10
2. Suite di Orfeo (Toccata; Ritornello I; Choro II; Ritornello II; Choro II; Ritornello II) – 3:15 (Claudio Monteverdi)
3. Sonata In G Major, L. 209/K. 455 – 1:38 (Domenico Scarlatti)
4. Sonata In D Major, L. 164/K. 491 – 3:50 (Domenico Scarlatti)
5. Water Music: Bourrée – 0:43 (Georg Friedrich Händel)
6. Water Music: Air – 2:42 (Georg Friedrich Handel)
7. Water Music: Allegro Deciso – 2:57 (Georg Friedrich Handel)
8. Sonata In E Major, L. 430/K. 531 – 1:52 (Domenico Scarlatti)
9. Sonata In D Major, L. 465/K. 96 – 2:25 (Domenico Scarlatti)

Durata totale: 19:32

### Lato B
1. Brandenburg Concerto #4 in G Major: Allegro – 8:03 (Johann Sebastian Bach)
2. Brandenburg Concerto #4 in G Major: Andante – 3:30 (Johann Sebastian Bach)
3. Brandenburg Concerto #4 in G Major: Presto – 4:40 (Johann Sebastian Bach)
4. Domine Ad Adjuvandum (dal Vespro della Beata Vergine) – 2:13 (Claudio Monteverdi)

Durata totale: 18:26